# 日本児童図書出版協会
日本児童図書出版協会（にほんじどうとしょしゅっぱんきょうかい）は、児童書を発行する出版社で組織された出版社団体。「児童図書出版文化の向上と優良児童図書の普及」を目的として1953年に児童書出版社14社により設立された。児童図書の目録の発行や、子どもの読書推進の活動などを行っている。

## 概要
- 所在地 - 〒101-0051 東京都千代田区神田神保町1-32 出版クラブビル6階
- 会長 - 岡本光晴[1]
- 会員 - 出版社42社（2022年2月現在）[1]
- 設立 - 1953年3月[1]

## 事業内容
- 子どもの本の展示会の開催や各種ポスター制作による読書推進・普及活動[1]
- 書店店頭イベントや書店研修会などの開催による児童書販売の活性化[1]
- Web版総目録の公開[1]
- 月刊『こどもの本』、『年度版ブックガイド』（絵本編・読み物編）等の発行[1]
- 学校図書館図書整備5か年計画推進のための活動[1]
- 子どもの読書活動の推進に関する法律や文字・活字文化振興法に関連した活動[1]

## 歴代会長
- 初代（1953年3月 - 1972年5月）：岩崎徹太
- 2代（1972年5月 - 1974年4月）：浦城光郷[2]
- 3代（1974年4月 - 1989年9月）：今村廣[3]
- 4代（1989年 - ）：大川松利
- （ - 2021年）：竹下晴信
- （2021年 - ）：岡本光晴[4]

## 沿革
1953年（昭和28年）3月18日、学校図書館法の成立が近いとされる中で、児童図書の出版団体の創立準備会が開催される。出席したのはあかね書房、岩崎書店、小山書店、河出書房、小峰書店、三十書房、実業之日本社、筑摩書房、同和春秋社、牧書店の10社で、議長は岩崎書店の岩崎徹太が務めた。3月26日に設立総会が開催され、先に挙げた10社のうち実業之日本社を除いた9社および偕成社、さ・え・ら書房、恒星社厚生閣、福村書店、ポプラ社の5社を加えた計14社により「児童図書出版協会」が設立される。なお恒星社厚生閣は参加したがこのときは入会しなかった。その後、誠文堂新光社、金子書房、宝文館、東洋書館、実業之日本社の5社が加わり4月11日時点では計18社となり、さらに8月の総会で国土社が入会した。
1954年（昭和29年）6月に新潮社が入会。
1955年（昭和30年）1月に講談社が入会。11月の総会で会の名前を「日本児童図書出版協会」に改称する。
1956年（昭和31年）1月に恒星社厚生閣、11月に保育社が入会。

1975年（昭和50年）2月、牧書店がアリス館牧新社として改組、経営等が踏襲されることを確認し引き続き会員社として残る。4月1日、『日本児童図書出版協会／20年のあゆみ』を発行。
1978年（昭和53年）3月、恒星社厚生閣が退会。6月、図鑑の北隆館が福田出版に社名変更。8月、新潮社が退会、筑摩書房が休会。10月、評論社、PHP研究所、文化出版局、佑学社が入会。
1979年（昭和54年）9月、筑摩書房、北隆館が復会。10月、秋田書店、ほるぷ出版が入会。
1981年（昭和56年）8月、アリス館牧新社がアリス館に社名変更。12月、金子書房が退会。
1983年（昭和58年）10月、草土文化、太平出版社が入会。
1985年（昭和60年）6月、秋書房が入会。10月、佼成出版社、ひさかたチャイルドが入会。
1987年（昭和62年）10月、くもん出版、福武書店、冨山房が入会。
1989年11月、農山漁村文化協会、リブリオ出版が入会。
1991年12月、筑摩書房が退会。
1992年6月、教育画劇、汐文社が入会。
1992年（平成4年）6月時点の会員社は、あかね書房、秋書房、秋田書店、あすなろ書房、アリス館、岩崎書店、旺文社、偕成社、学習研究社、教育画劇、金の星社、くもん出版、佼成出版社、講談社、国土社、小峰書店、さ・え・ら書房、実業之日本社、集英社、小学館、新日本出版社、誠文堂新光社、草土文化、太平出版社、大日本図書、汐文社、童心社、農文協、ひかりのくに、ひさかたチャイルド、評論社、PHP研究所、福音館書店、福武書店、冨山房、フレーベル館、文化出版局、文研出版、平凡社、保育社、ほるぷ出版、ポプラ社、佑学社、リブリオ出版、理論社の45社。
1993年（平成5年）3月26日、『日本児童図書出版協会四十年史』を発行。

## 会員社一覧
2022年2月時点での会員社は以下の42社である。
| - あかね書房 - あすなろ書房 - アリス館 - 岩崎書店 - 化学同人 - 学研プラス - 教育画劇 - 金の星社 - くもん出版 - 佼成出版社 - 講談社 - 国土社 - 小峰書店 - さ・え・ら書房 - 集英社 - 出版ワークス - 小学館 - 少年写真新聞社 - 新日本出版社 - 鈴木出版 - 誠文堂新光社 | - 大日本絵画 - 大日本図書 - 汐文社 - 童心社 - 徳間書店 - 農山漁村文化協会 - ひかりのくに - ひさかたチャイルド - 評論社 - BL出版 - PHP研究所 - 冨山房 - フレーベル館 - 文溪堂 - 文研出版 - 平凡社 - 保育社 - ほるぷ出版 - ポプラ社 - 光村教育図書 - 理論社 |